# Stefan Leitl
Stefan Leitl (München, 29 augustus 1977) is een Duitse voetbaltrainer. Hij is een voormalig profvoetballer die bij onder andere 1. FC Nürnberg en SV Darmstadt 98 heeft gespeeld. Sinds februari 2025 staat hij als hoofdcoach onder contract bij Hertha BSC.

## Spelersloopbaan
Leitl speelde tijdens zijn loopbaan voor meerdere Duitse clubs, waaronder 1. FC Nürnberg, Unterhaching, SV Darmstadt 98 en FC Ingolstadt. Hij kwam uit op alle drie de hoogste niveaus van het Duitse profvoetbal: de Bundesliga., 2. Bundesliga als de 3. Liga. Leitl speelde doorgaans als aanvallende middenvelder. In totaal kwam hij tot 474 officiële wedstrijden in clubverband, waarin hij 80 doelpunten maakte.  

## Trainersloopbaan

### FC Ingolstadt
In de nadagen van zijn spelersloopbaan raakte Leitl onder invloed van zijn toenmalige trainer Benno Möhlmann geïnteresseerd in het trainersvak. Kort na zijn afscheid als speler bij FC Ingolstadt begon hij bij diezelfde club als trainer van de onder-17. Een jaar later schoof hij door naar het tweede elftal. Op 20 maart 2017 behaalde hij onder leiding van Frank Wormuth zijn trainersdiploma. In het seizoen 2017/18 werd hoofdtrainer  Maik Walpurgis ontslagen na een zwakke competitiestart, waarna Leitl hem op interimbasis opvolgde. Op 25 augustus zat hij voor het eerst als hoofdtrainer op de bank in het betaald voetbal, tijdens een uitwedstrijd in de 2. Bundesliga tegen Greuther Fürth. Die wedstrijd werd met 0–1 gewonnen dankzij een doelpunt van Sonny Kittel. Na vier wedstrijden kreeg Leitl definitief het vertrouwen als hoofdcoach en tekende hij een contract tot medio 2019. Onder zijn leiding wist Ingolstadt zich te bevrijden van degradatiezorgen en eindigde het seizoen op de negende plaats. Aan het begin van het seizoen 2018/19 werd hij echter ontslagen na een tegenvallende seizoensstart en een nederlaag tegen FC St. Pauli in de zesde speelronde.

### Greuther Fürth
Op 5 februari 2019 werd bekend dat Leitl was aangesteld als nieuwe hoofdtrainer van Greuther Fürth, waar hij een contract tot medio 2020 tekende. Hij volgde Damir Buric op, die werd ontslagen na een 0–6 thuisnederlaag tegen SC Paderborn 07 en tegenvallende resultaten. Enkele dagen later, op 9 februari, zat Leitl voor het eerst op de bank tijdens de thuiswedstrijd tegen MSV Duisburg. Deze wedstrijd werd met 1–0 gewonnen dankzij een benutte strafschop van Daniel Keita-Ruel. In zijn eerste maanden wist Leitl het tij nog niet te keren: het seizoen 2018/19 werd afgesloten op de 13e plaats. Een jaar later (2019/20) eindigde Fürth in de middenmoot, op de 9e plaats. In zijn derde seizoen (2020/21) werd zijn contract wegens goede resultaten opengebroken en verlengd tot medio 2023. Dat seizoen slaagde hij erin Fürth naar de tweede plaats in de 2. Bundesliga te leiden, waarmee de club voor de tweede keer in haar geschiedenis promoveerde naar de Bundesliga.
Het daaropvolgende seizoen op het hoogste niveau begon moeizaam. Pas in de vijftiende speelronde boekte Leitl zijn eerste overwinning, een 1–0 thuiszege op 1. FC Union Berlin in Sportpark Ronhof. Fürth eindigde uiteindelijk als achttiende en degradeerde na één seizoen weer naar de 2. Bundesliga. Na afloop van het seizoen werd bekend dat Leitl de overstap zou maken naar Hannover 96, eveneens actief op het tweede niveau. Zijn laatste wedstrijd als trainer van Fürth was de uitwedstrijd tegen FC Augsburg op 14 mei 2022; het was zijn 121e officiële duel als hoofdtrainer van de Kleeblätter.

### Hannover 96
In de zomer van 2022 tekende Leitl een driejarig contract bij Hannover 96, waar hij Christoph Dabrowski opvolgde als hoofdtrainer. Net als bij Greuther Fürth werd hij vergezeld door zijn vaste assistent Andre Mijatović. Leitl kreeg de opdracht om in zijn derde seizoen promotie naar de Bundesliga te realiseren. Op 15 juli 2022 zat hij voor het eerst op de bank tijdens de openingswedstrijd van het seizoen, een uitduel tegen 1. FC Kaiserslautern. In het Fritz-Walter-Stadion werd met 2–1 verloren. Na de winterstop volgde een slechte reeks, waardoor Hannover kort op een degradatieplaats belandde en de druk op Leitl toenam. Het seizoen 2022/23 werd uiteindelijk afgesloten op de tiende plaats.
Het seizoen 2023/24 begon opnieuw moeizaam. De uitschakeling in de eerste ronde van de DFB-Pokal tegen 3. Liga -club SV Sandhausen vormde het dieptepunt van de eerste seizoenshelft. Na de winterstop wist de ploeg zich echter te herpakken, wat resulteerde in een zesde plaats, de beste klassering van Hannover sinds de degradatie uit de Bundesliga in 2019. In het seizoen 2024/25 kwam na tweeënhalf jaar een einde aan de samenwerking. De clubleiding had onvoldoende vertrouwen dat Leitl Hannover kon terugbrengen naar het hoogste niveau. Hij werd opgevolgd door André Breitenreiter.

### Hertha BSC
Kort na zijn vertrek bij Hannover 96 vond Leitl in februari 2025 een nieuwe werkgever in Hertha BSC, waar hij werd aangesteld als opvolger van de kort daarvoor ontslagen Cristian Fiél.Hij tekende een contract tot medio 2027. Dertien wedstrijden voor het einde van het seizoen zat hij op 21 februari 2025 voor het eerst op de bank bij de club uit de Duitse hoofdstad, tijdens de doelpuntloze thuiswedstrijd tegen 1. FC Nürnberg. De eerste overwinningen bleven uit: Hertha verloor met 4–0 op bezoek bij SV Elversberg en ging vervolgens met 1–2 onderuit tegen Schalke 04 in eigen huis. Op 16 maart boekte Leitl zijn eerste zege als trainer van Hertha, een overtuigende 1–5 overwinning in de uitwedstrijd tegen Eintracht Braunschweig.  Die overwinning markeerde een ommekeer: de ploeg bleef daarna zes wedstrijden op rij ongeslagen, met onder andere een 0–1 uitzege op de latere kampioen . FC Köln. Hertha BSC sloot het seizoen uiteindelijk af op de elfde plaats, een positie in de middenmoot.
Voor aanvang van het seizoen 2025/26 zag Leitl een aantal van zijn beste spelers vertrekken, onder wie Ibrahim Maza, Jonjoe Kenny en Derry Scherhant. Hoewel met Paul Seguin een ervaren middenvelder werd aangetrokken en Dawid Kownacki op huurbasis werd overgenomen, begon hij met een relatief jonge selectie aan de competitie. De seizoensouverture, een uitwedstrijd tegen Schalke 04, ging met 1–2 verloren.

## Statistieken
| Van                            | Tot        | Club           | Duels | W  | G  | V  | Pt  | Ratio |
| ------------------------------ | ---------- | -------------- | ----- | -- | -- | -- | --- | ----- |
| 17.02.2025                     |            | Hertha BSC     | 13    | 5  | 4  | 4  | 19  | 1,46  |
| 01.07.2022                     | 29.12.2024 | Hannover 96    | 89    | 34 | 24 | 31 | 126 | 1,42  |
| 05.02.2019                     | 30.06.2022 | Greuther Fürth | 121   | 38 | 36 | 47 | 150 | 1,24  |
| 22.09.2017                     | 22.09.2018 | FC Ingolstadt  | 36    | 12 | 10 | 14 | 46  | 1,28  |
| Bijgewerkt tot 7 augustus 2025 |            |                |       |    |    |    |     |       |